# William Smithers
Pour les articles homonymes, voir Smithers.
William Smithers est un acteur américain né le 10 juillet 1927 à Richmond, Virginie (États-Unis).

## Biographie
Il est surtout connu pour son rôle récurrent de Jeremy Wendell dans la série télévisée Dallas. Il y est apparu en 1981 et de 1984 à 1989.

## Filmographie
- 1956 : Attaque! (Attack) de Robert Aldrich : Lt. Harold 'Harry' Woodruff
- 1960 : The Witness (série télévisée) : Committee Member (unknown episodes)
- 1958 : Young Dr. Malone (série télévisée) : Lt. Flagler (1962-1963)
- 1964 : The Parisienne and the Prudes : Henry
- 1965 : Combat ! (Combat!) (série télévisée) : Saison 3 episode 27 "Cry in the Ruins" : Oberleutnant Markes
- 1965 : Eagle in a Cage (TV) : Gourgaud
- 1964 : Peyton Place ("Peyton Place") (série télévisée) : David Schuster (unknown episodes, 1965-1966)
- 1968 : Call to Danger (TV) : Joseph Kane
- 1968 : Star Trek (série télévisée) :  épisode Sur les chemins de Rome : Capitaine R.M. Merik / Merikus
- 1969 : The Monk (en) (TV) : Leo Barnes
- 1970 : La Fraternité ou la Mort (The Brotherhood of the Bell) (TV) : Jerry Fielder
- 1971 : The Neon Ceiling (TV) : Doctor Miller
- 1952 : Haine et Passion ("The Guiding Light") (série télévisée) : Stanley 'Stan' Norris #2 (unknown episodes, 1971)
- 1972 : Trouble Man : Captain Joe Marx
- 1973 : Call to Danger (en) (TV)
- 1973 : Scorpio de Michael Winner : Mitchell
- 1973 : Papillon : Warden Barrot
- 1976 : Executive Suite (en) (série télévisée) : Anderson Galt (unknown episodes)
- 1978 : Les Gladiateurs de l'an 3000 (Deathsport) d'Allan Arkush : Dr Karl
- 1979 : Doctors' Private Lives (feuilleton TV) : Dr Trilling
- 1980 : Where the Ladies Go (TV) : Mullen
- 1980 : The Return of Frank Cannon (TV) : William Barret